# Astalavista
 (août 2012).
Si vous disposez d'ouvrages ou d'articles de référence ou si vous connaissez des sites web de qualité traitant du thème abordé ici, merci de compléter l'article en donnant les références utiles à sa vérifiabilité et en les liant à la section « Notes et références ».

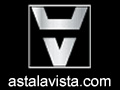
Logo de Astalavista

Astalavista est un moteur de recherche slovaque et consacré principalement à la sécurité informatique. Créé en 1994, il a fermé ses portes en 2017.

## Histoire
Créé par un informaticien de 22 ans, Marek Bednar, Astalavista est d'abord installé à Košice, en Slovaquie, qui le protège mieux des poursuites judiciaires qu'en Europe de l'ouest. Marek Bednar n'est pas clandestin, son entreprise de conception de sites web emploie 12 personnes et développe des sites, tels que le site officiel de la ville de Košice. 
Ce site tirait son nom d'un jeu de mots entre le nom de l'ancien moteur de recherche généraliste altavista et du terme espagnol ¡Hasta la vista! (popularisé dans le film Terminator 2), qui se traduirait en français par « À la prochaine ! ».[réf. souhaitée]
Ce site est très fréquenté dans les années 1990, et génère des imitations, comme astalavista.sk, créé en 1998 par le slovaque Peter Takac, ou astalavista.com, créé par un Suisse des grisons. 

## Contenu
Astalavista fournit des ressources sur la sécurité et les vulnérabilités d'un système informatique (téléphone, ordinateur, réseau, etc.) qui permettant de le défendre mais aussi de l'attaquer, les deux allant de pair. De la documentation peut aussi y être trouvée sur les logiciels libres, les jeux vidéos, le traitement d'image, la production musicale, le déverrouillage de formats audiovisuels protégés, et des numéros de série de logiciels permettant de déverrouiller des programmes en version de test (« crack »), activité considérée comme illégale dans de nombreux pays car portant atteinte au droit d'auteur. Le site lui-même se présentait sous un jour pédagogique[réf. souhaitée]. 
Victime de son succès, il est ciblé par des nombreux éditeurs informatiques qui tentent de le censurer. Ce site est répliqué sur des sites miroirs sur le monde entier, empêchant ainsi les tentatives d'attaques. Il ne fournit néanmoins pas d'outils permettant de pirater, mais des liens qui permettent de les trouver, généralement sur des sites russes qui changent fréquemment d'adresse, et qui diffusent en même temps des virus.